# Andromède XXVI
Andromède XXVI est une galaxie naine du Groupe local.